# Šindelová
Šindelová (deutsch Schindlwald) ist eine Gemeinde im Karlovarský kraj in Tschechien.

## Geographie

### Geographische Lage
Šindelová liegt im böhmischen Teil des Westerzgebirge acht Kilometer östlich von Kraslice und gehört zum Okres Sokolov. Die Ortslage erstreckt sich in der Talmulde des Baches Rotava (Rothau). Südöstlich liegt der Teich Tajch. Nordöstlich erheben sich der Ptačí hora (Hüttenberg, 826 m) und der Vřesovec (781 m), im Nordwesten liegt der Komáří vrch (Mukenbühl, 951 m). Im Süden befindet sich am Bach Skřiváň (Zellersbach) das Jagdschlösschen Favorit.

### Gemeindegliederung
Die Gemeinde Šindelová besteht aus den Ortsteilen Krásná Lípa (Schönlind), Obora (Hochgarth) und Šindelová (Schindlwald). Grundsiedlungseinheiten sind Krásná Lípa, Milíře (Kohling), Obora, Ptačí (Vogeldorf bzw. Vogldorf), Šindelová und U Rybníka (Teichhäuser). Außerdem liegen auf dem Gebiet der Gemeinde die Wüstungen Břidlová (Schieferhütten) und Javořina (Ahornswald).
Das Gemeindegebiet gliedert sich in die Katastralbezirke Krásná Lípa u Šindelové, Milíře u Šindelové, Obora u Šindelové, Ptačí und Šindelová.

### Nachbargemeinden
| Stříbrná (Silberbach) | Přebuz (Frühbuß)                            | Vysoká Pec (Hochofen bei Neudek) |
| Rotava (Rothau)       | Kompassrose, die auf Nachbargemeinden zeigt | Nejdek (Neudek)                  |
|                       | Jindřichovice (Heinrichsgrün)               |                                  |

Direkte Nachbarorte sind Krásná Lípa und Přebuz im Norden, Rudné und Vysoká Pec im Nordosten, Bernov, Nejdek und Lesík im Osten, Poušť und Hradecká im Südosten, Heřmanov und Jindřichovice im Süden, Dolní Rotava und Rotava im Südwesten, Obora und Sklená im Westen sowie Nová Ves im Nordwesten.

## Geschichte
Der Ort wurde 1480 im Zuge der Errichtung einer Wachtfeste „Hradiště“ zum Schutze der Zinnstraße zwischen Frühbuß und Heinrichsgrün erstmals urkundlich erwähnt. Etwa 1512 entstanden unterhalb der Feste Hradiště die ersten sechs Häuser. 1520 wurde Hradiště bei Schönlind als eine Siedlung bezeichnet.
1525 erwarben die Schlicken von Heinrichsgrün Schönlind und Hradiště. Ihnen folgten die Ritter von Globen und ab 1589 erneut die Schlicken. Während dieser Zeit erhielt das Dorf den Namen Schindlwald. 1561 wurden in Schindlwald drei Hämmer und eine Schmelzhütte betrieben. 1606 entstand am Rothaubach eine Mühle.
Nach dem Dreißigjährigen Krieg wurden die Güter der Familie Schlick konfisziert und die Untertanen rekatholisiert. In den Jahren 1646 bis 1651 gründete die Glasmacherfamilie Ziegner eine Glashütte in Schindlwand, zeitgleich gründete die Familie Schug in Vogeldorf eine weitere. Sie begann später mit der Farbglasherstellung.
Der kaiserliche General Otto von Nostitz kaufte in den Jahren 1678 bis 1680 die Herrschaften Graslitz und Heinrichsgrün auf. 1690 entstand in Schönlind eine Pfarrschule, die auch die Kinder von Vogeldorf, Kohling, Schindlwald und Unter Hochgarth besuchten. Um 1700 lebten die Bewohner vor allem von der Holzfällerei, der Fertigung von Holzwaren; vor allem die Schindelmacher hatten weit und breit einen guten Ruf. 1728 besuchte der Kapitularvikar Daniel Joseph Mayer von Mayern die Pfarre Schönlind, drei Jahre später führte er in der Gegend erstmals in den österreichischen Landen den Anbau von Erdäpfeln ein.
1735 entstanden im Ort zwei weitere Schmelzöfen und sechs Hämmer. In dieser Zeit hielt auch die Spitzenklöppelei Einzug. Franz Anton von Nostitz-Rieneck ließ 1769 für seine Frau Maria Elisabeth das Jagdschlösschen „Mes idées“ errichten. Um 1820 entstanden die neuen Ansiedlungen Stallerhäuser, Güntherhäuser und Anschhäuser.
1836 begann der Bau des größten Eisenhüttenwerkes im Kreis mit einem Hochofen, drei Großhämmern, Verzinnerei, Gießerei und Walzwerk. Zum Antrieb dienten drei Mühlräder und die damals größte Dampfmaschine Österreichs. Für die Verzinnerei und den Stich fanden zwei Weltpatente Anwendung.
Nach der Aufhebung der Patrimonialherrschaften bildete Schindlwald ab 1850 eine Gemeinde im Bezirk Graslitz. In den Mühlhäusern wurde Knöpfmacher ansässig. Im Vollwinkel wurde Käse hergestellt. 1880 eröffnete in Schindlwald die vierte Schule; die Siedlung Ahornswald entstand. Ab 1910 gehörte die Gemeinde zum Bezirk Neudek und hatte 693 Einwohner. 1909 wurden die Eisenhüttenwerke in Schindlwald Teil des neu gegründeten Unternehmens „Eisenwerke AG Rothau-Neudek“, das in seinen Werken in Schindlwald, Rothau und Neudek mehr als 1000 Arbeitnehmer beschäftigte und pro Jahr ca. 100.000 t Eisen produzierte. Auch bei der Blechherstellung war das Unternehmen in der k.u.k. Monarchie führend. Infolge der Weltwirtschaftskrise erfolgte die Verlegung der Produktion nach Karlshütten. Der Zusammenbruch des Unternehmens im Jahre 1931 führte in der Gegend zur höchsten Arbeitslosenquote in der Tschechoslowakei und löste soziale Unruhen aus. 1930 betrug die Einwohnerzahl von Schindlwald 683.
1938 hatte Schindlwald 575 Einwohner, auf dem Gebiet der heutigen Gemeinde lebten insgesamt 3848 Menschen. Nach dem Münchner Abkommen wurde die Gemeinde ins Deutsche Reich eingegliedert und gehörte bis 1945 zum Landkreis Neudek. Während des Zweiten Weltkrieges erfolgte die Produktion von Waffen. In Schindlwald entstand 1942 ein Außenlager des KZ Zwodau, in dem 75 Frauen untergebracht waren. Nach dem Ende des Zweiten Weltkrieges kam Schindlwald zur Tschechoslowakei zurück und es begann, ausgehend von Schönlind, schrittweise die Vertreibung der Deutschen. 1945 wurde die Familie von Nostitz enteignet. Die Walzwerksanlagen wurden teilweise demontiert und in die Slowakei verbracht. 1948 erfolgte die Umbenennung in Šindelová. 1950 kam die Gemeinde zum Okres Kraslice zurück und seit 1961 gehört sie zum Okres Sokolov. 1950 wurden Břidlová, Javořina, Krásná Lípa, Milíře, Obora und Ptačí eingemeindet. In den nachfolgenden Jahren wurden die meisten der kleinen Ansiedlung auf dem Gemeindegebiet aufgelassen.

## Entwicklung der Einwohnerzahl
| Jahr | Einwohnerzahl |
| ---- | ------------- |
| 1869 | 519           |
| 1880 | 585           |
| 1890 | 637           |
| 1900 | 693           |
| 1910 | 712           |

| Jahr   | Einwohnerzahl |
| ------ | ------------- |
| 1921   | 709           |
| 1930   | 683           |
| 1950   | 249           |
| 1961 1 | 500           |
| 1970 1 | 367           |

| Jahr   | Einwohnerzahl |
| ------ | ------------- |
| 1980 1 | 249           |
| 1991 1 | 223           |
| 2001 1 | 256           |
| 2011 1 | 271           |

## Kultur und Sehenswürdigkeiten

### Bauwerke
- Jagdschlösschen „Favorit“ mit Lärchenallee. Das 1769 für Franz Anton von Nostitz-Rieneck erbaute Jagdschlösschen „Mes idées“ ließ Erwein von Nostitz-Rieneck 1898 abtragen. An seiner Stelle ließ er zwischen 1904 und 1906 das neobarocke Schlösschen „Favorit“ errichten. Zu den Gästen der Familie Nostitz auf dem Schloss gehörten u. a. Johann Wolfgang von Goethe, der dort 1792 seinen Geburtstag feierte, der Erzieher der Nostitzschen Kinder Jan Evangelista Purkyně, König Alfons XIII., Kaiserin Elisabeth und George S. Patton.
- Reste eines Hochofens von 1836[7]

### Grünflächen und Naherholung
- Naherholungsgebiet am Teich Tajch
- Naturdenkmal Kamenný hřib (Steinerner Pilz)

## Galerie

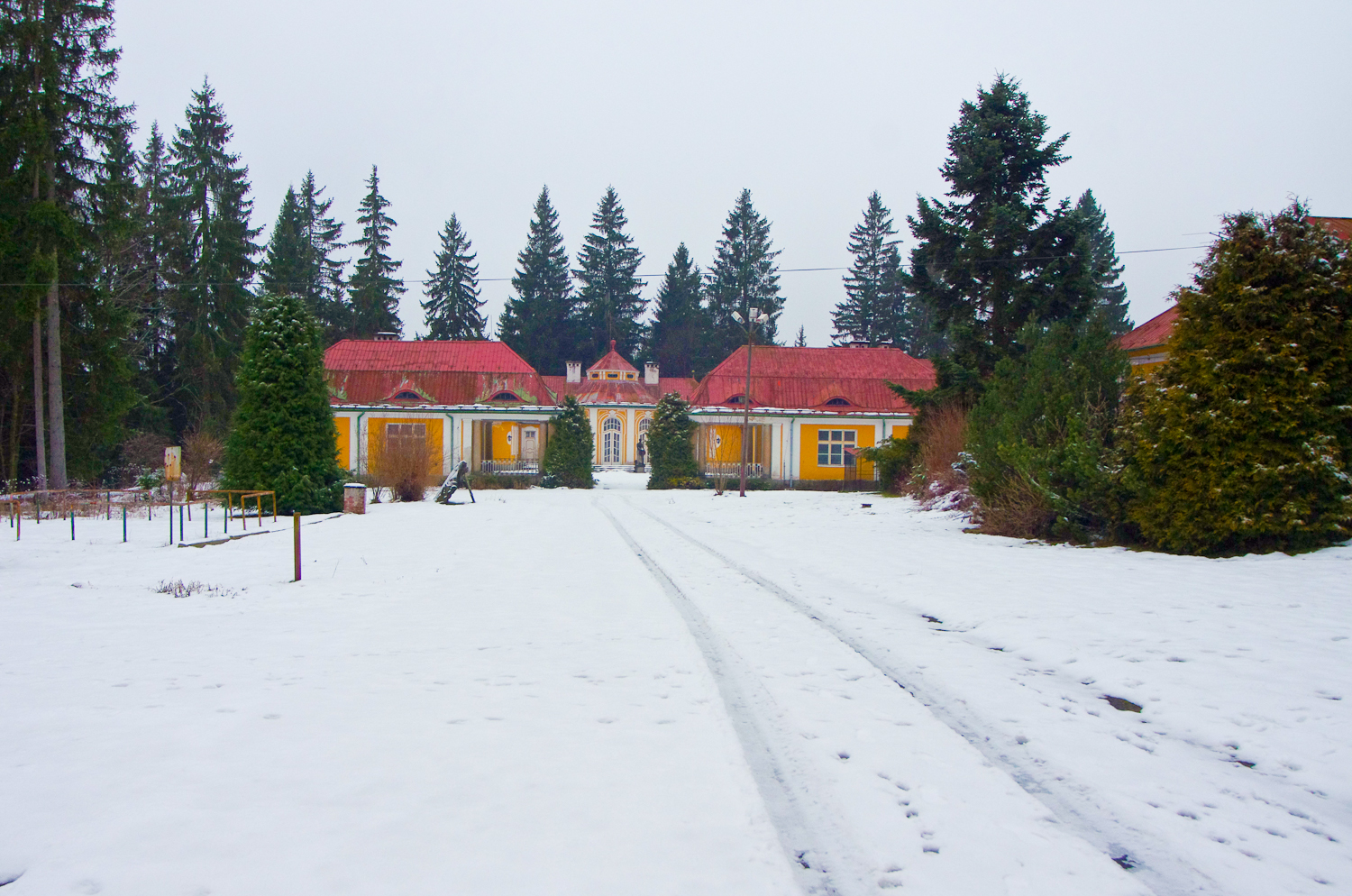
Jagdschloss „Favorit“ Šindelová
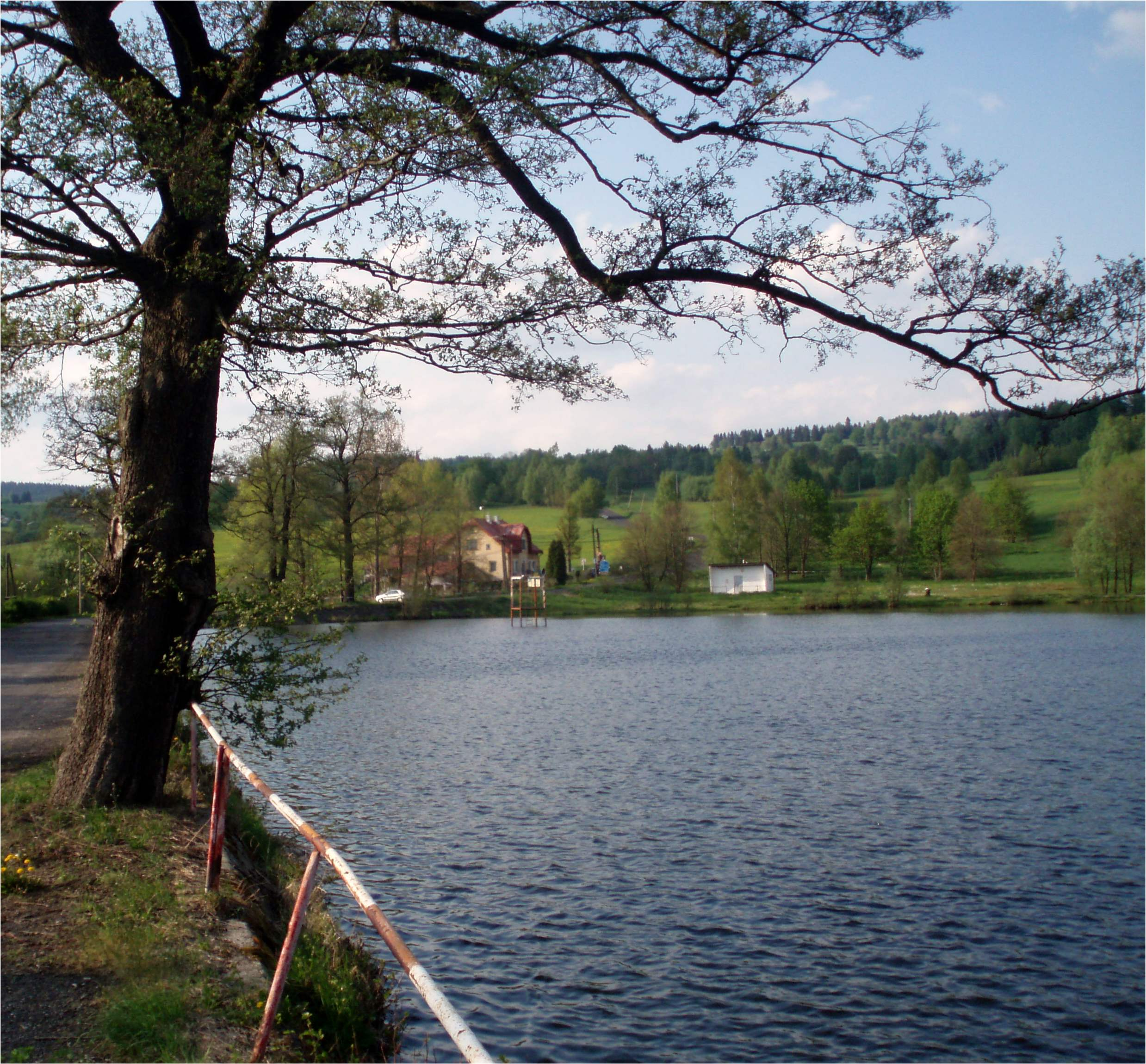
Am Tajch in Šindelová
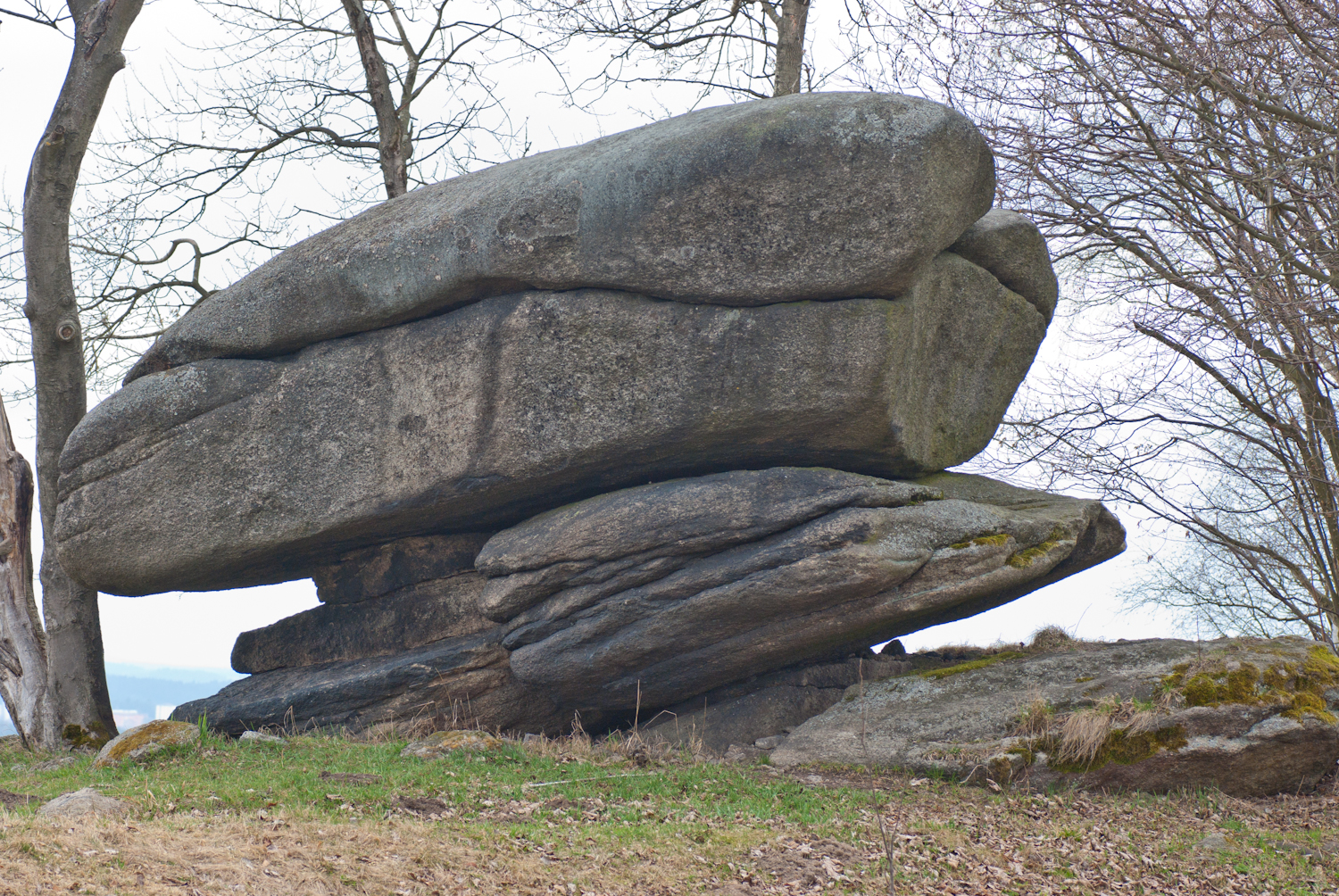
Naturdenkmal Kamenný hřib
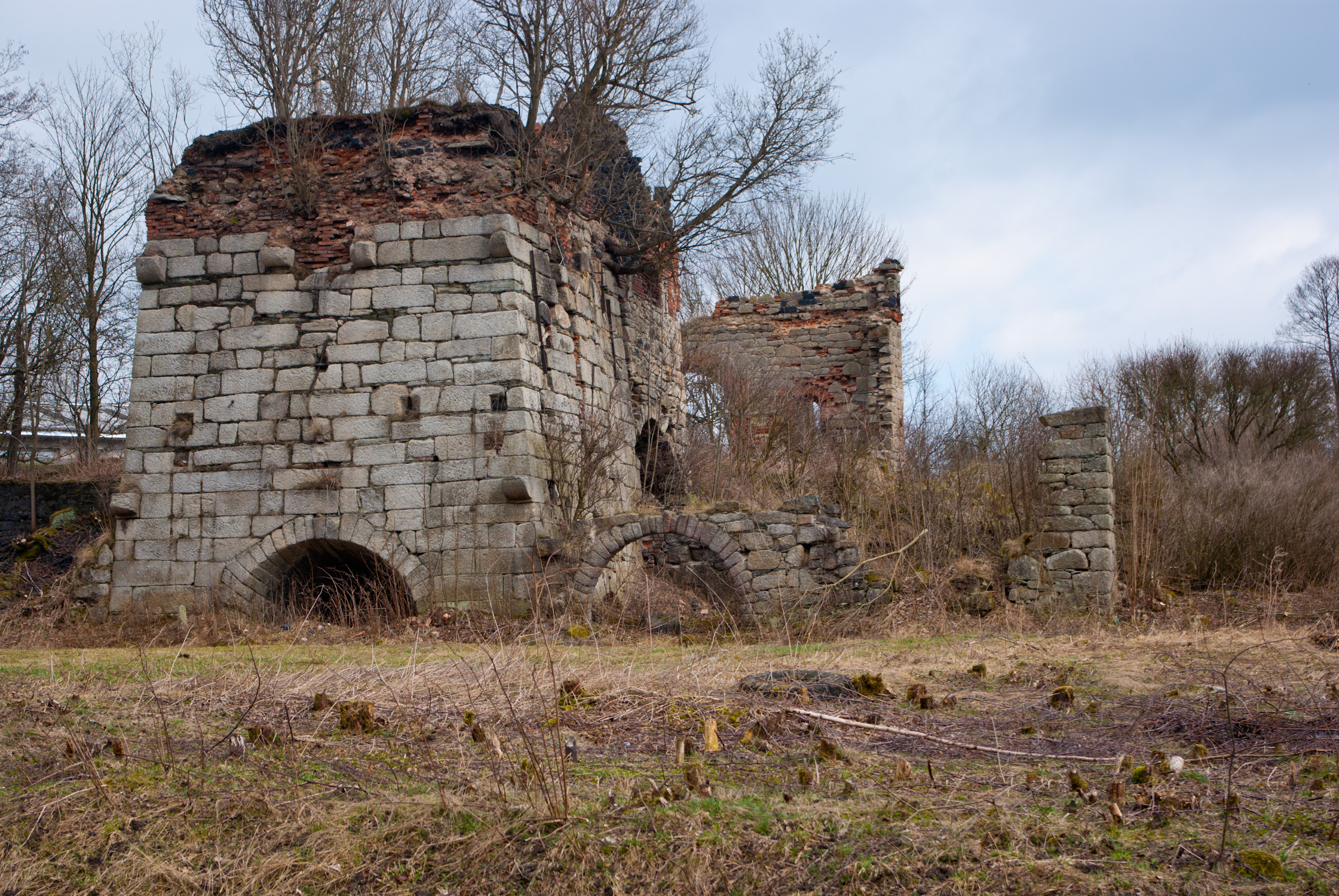
Reste des alten Hochofens (Zustand 2010)